# Merklingen
Merklingen település Németországban, azon belül Baden-Württembergben. Lakosainak száma 2117 fő (2023. december 31.). Merklingen Laichingen és Dornstadt községekkel határos.

## Népesség
A település népessége az elmúlt években az alábbi módon változott:
| Lakosok száma | 1305 | 1381 | 1412 | 1385 | 1516 | 1697 | 1824 | 1870 | 1933 | 2117 |
|               | 1961 | 1967 | 1974 | 1980 | 1987 | 1993 | 2000 | 2006 | 2013 | 2023 |